# Baubigny (Côte-d'Or)
Baubigny é uma comuna francesa na região administrativa da Borgonha-Franco-Condado, no departamento de Côte-d'Or. Estende-se por uma área de 10,52 km². Em 2010 a comuna tinha 210 habitantes (densidade: 20 hab./km²).